# Trúc lâm thất hiền

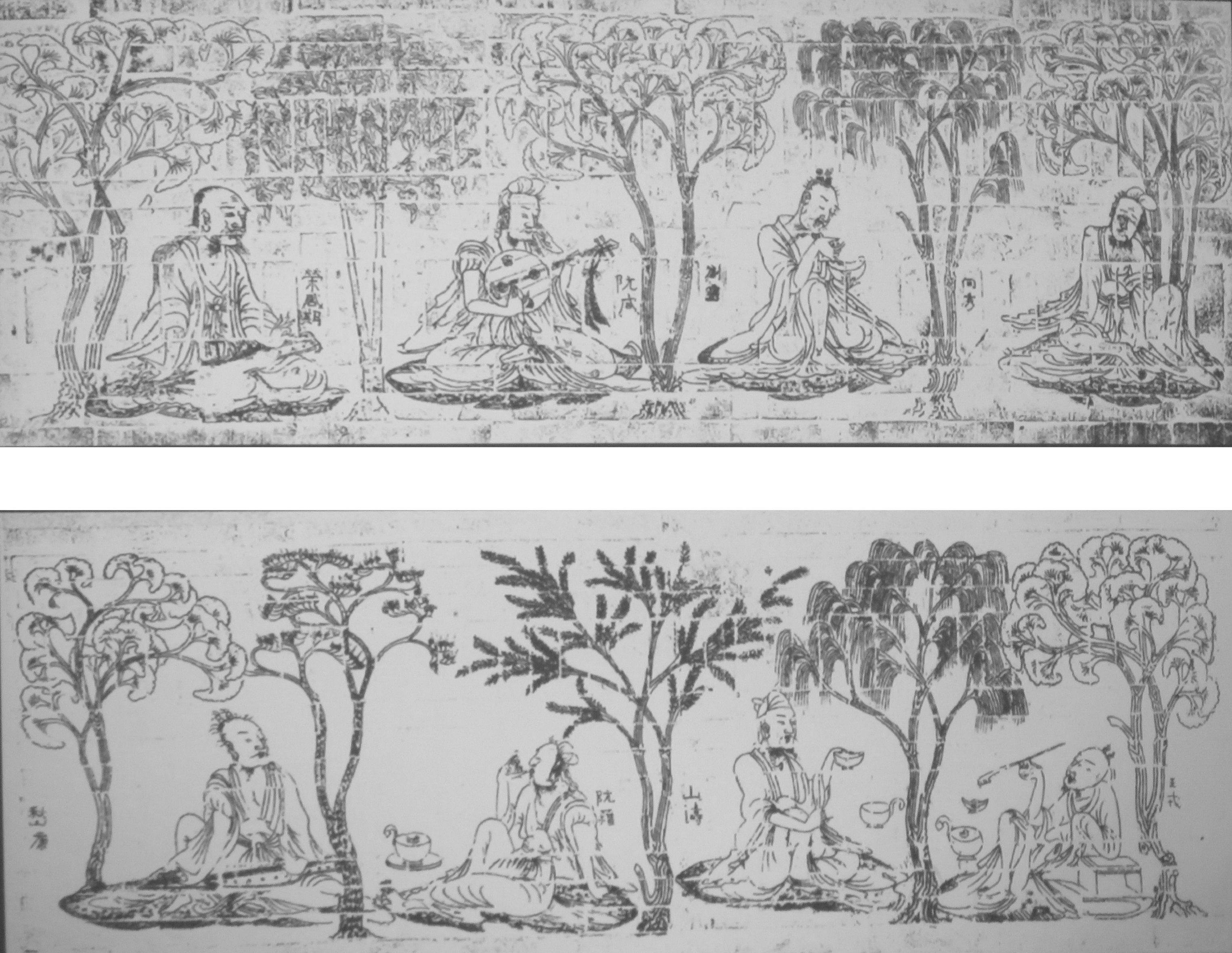
Bức vẽ Trúc lâm thất hiền và Vinh Khải Kì (hàng trên cùng bên trái) trong một ngôi mộ thời Tây Tấn.

Trúc lâm thất hiền (chữ Hán: 竹林七賢) là tên dân gian gọi nhóm bảy học giả, nhà văn và nhạc sĩ theo trường phái Đạo giáo sống trong rừng trúc đầu thời nhà Tấn.
Vào thời nhà Tư mã thành lập Tây Tấn, chủ trương chuộng Nho giáo, 7 vị học giả này cảm thấy mình không phù hợp bèn bỏ đi lên rừng trúc sống ẩn dật, tiêu dao tự tại, đàn hát uống rượu vui vẻ. Chủ trương của họ tuy không phải là giống nhau hoàn toàn, nhưng đều có xu hướng chung là chỉ trích phê bình những điểm gian trá và hèn hạ của thói quan liêu trong triều đình Tây Tấn. Nơi tụ họp của họ được cho là ở Sơn Dương, Tiêu Tác, tỉnh Hà Nam ngày nay.

## Danh sách Thất hiền
1. Nguyễn Tịch (阮籍; 210-263), tự Tự Tông (嗣宗), người Trần Lưu (nay là Khai Phong, Hà Nam), từng làm chức Bộ binh giáo úy, nên còn gọi là Nguyễn bộ binh (阮步兵).
2. Kê Khang (嵇康; 223-263), tự Thúc Dạ (叔夜), người quận Tiếu (nay là Tuy Khê, An Huy), từng làm quan chức Trung tán đại phu, nên còn gọi là Kê trung tán (嵇中散).
3. Lưu Linh (刘伶; 221-300), tự Bá Luân (伯伦), người Phái quốc (nay là huyện Túc, An Huy).
4. Sơn Đào (山涛; 205-283), tự Cự Nguyên (巨源), người huyện Hoài, quận Hà Nội (nay là Vũ Trắc, Hà Nam).
5. Hướng Tú (向秀), tự Tử Kỳ (子期), người huyện Hoài, quận Hà Nội, cùng quê với Sơn Đào.
6. Vương Nhung (王戎; 234-305), tự Tuấn Trùng (濬沖), tiểu tự A Nhung (阿戎), người Lâm Nghi, Lang Tà (nay là Lâm Nghi, Sơn Đông), Tây Tấn đại thần, làm quan tới Tư đồ, phong An Phong hầu (安豐侯), nên còn gọi Vương An Phong (王安豐).
7. Nguyễn Hàm (阮咸), tự Trọng Dung (仲容), người Trần Lưu, cháu của Nguyễn Tịch, làm quan tới chức Thái thú Thủy Bình, nên còn gọi là Nguyễn Thủy Bình (阮始平). Ông là người phát minh ra đàn nguyễn, tổ tiên của đàn nguyệt.